# Les Roches-de-Condrieu
Les Roches-de-Condrieu är en kommun i departementet Isère i regionen Auvergne-Rhône-Alpes i sydöstra Frankrike. Kommunen ligger i kantonen Vienne-Sud som tillhör arrondissementet Vienne. År 2022 hade Les Roches-de-Condrieu 2 031 invånare.

## Befolkningsutveckling
Antalet invånare i kommunen Les Roches-de-Condrieu
Referens:INSEE